# Carsten Schlangen
Carsten Schlangen (Meppen, 31 dicembre 1980) è un mezzofondista tedesco.

## Palmarès
| Anno | Manifestazione  | Sede       | Evento       | Risultato  | Prestazione | Note |
| ---- | --------------- | ---------- | ------------ | ---------- | ----------- | ---- |
| 2006 | Europei         | Göteborg   | 1500 m piani | Batteria   | 3'42"62     |      |
| 2008 | Mondiali indoor | Valencia   | 1500 m piani | Batteria   | 3'41"54     |      |
| 2008 | Giochi olimpici | Pechino    | 1500 m piani | Semifinale | 3'37"94     |      |
| 2009 | Europei indoor  | Torino     | 1500 m piani | Batteria   | 3'43"45     |      |
| 2009 | Mondiali        | Berlino    | 1500 m piani | Batteria   | 3'44"00     |      |
| 2010 | Europei         | Barcellona | 1500 m piani | Argento    | 3'43"52     |      |
| 2011 | Europei indoor  | Parigi     | 1500 m piani | 4º         | 3'41"55     |      |
| 2012 | Europei         | Helsinki   | 1500 m piani | Batteria   | 3'46"52     |      |
| 2012 | Giochi olimpici | Londra     | 1500 m piani | Semifinale | 3'38"23     |      |
| 2013 | Mondiali        | Mosca      | 1500 m piani | Semifinale | 3'44"44     |      |

## Altre competizioni internazionali
2011
- Campionati europei a squadre di atletica leggera ( Stoccolma)

2013
- Campionati europei a squadre di atletica leggera ( Gateshead)